# Ashley Benson (pallavolista)
Ashley Benson (Bloomington, 20 febbraio 1989) è una pallavolista statunitense.
Gioca nel ruolo di centrale.

## Carriera
La carriera di Ashley Benson inizia a livello scolastico, giocando per la squadra della Bloomington North High School. Continua a giocare poi a livello universitario, vestendo la maglia della Indiana University nella NCAA Division I dal 2007 al 2010.
Dopo un anno di inattività, inizia la carriera professionistica giocando nella Liga de Voleibol Superior Femenino nella stagione 2011 con le Pinkin de Corozal. Nella stagione 2012-13 viene ingaggiata nella 1. Bundesliga tedesca dal Münster, dove milita per quattro annate.
Nel 2017 torna in campo per la seconda parte dell'annata col Regatas Lima, club della Liga Nacional Superior de Voleibol col quale vince lo scudetto, venendo premiata come miglior centrale del torneo.

## Palmarès

### Premi individuali
- 2009 - All-America Third Team
- 2010 - All-America First Team
- 2010 - NCAA Division I: Dayton regional All-Tournament Team
- 2017 - Liga Nacional Superior de Voleibol: Miglior centrale